# Dirac (Charente)
Pour les articles homonymes, voir Dirac.
Dirac est une commune française, située dans le département de la Charente (région Nouvelle-Aquitaine).

## Géographie

### Localisation et accès
Située au sud-est de l'agglomération d'Angoulême, Dirac est un bourg résidentiel situé à 9 km du centre d'Angoulême.
Le GR 4 de Royan à Grasse et le GR 36 de la Manche aux Pyrénées sont confondus en un sentier commun qui contourne Angoulême par le sud et qui traverse la commune.
La commune fait partie de l'aire d'attraction d'Angoulême, ainsi que de la zone d'emploi et du bassin de vie de cette ville.

### Communes limitrophes
Les communes limitrophes sont Angoulême, Dignac, Garat, Puymoyen, Sers, Soyaux et Torsac.
| Angoulême | Soyaux | Garat  |
| Puymoyen  | Dirac  | Sers   |
|           | Torsac | Dignac |

### Géologie et relief
La superficie de la commune est de 29,29 km2 ; son altitude varie de 65  à   183 mètres.
La commune occupe la partie calcaire crétacée du Bassin aquitain, qui elle-même se partage avec le Jurassique les trois quarts ouest du département de la Charente (Jurassique au nord, Crétacé au sud).
On trouve le Turonien (appelé aussi Angoumien), calcaire à rudistes, qui occupe la moitié de la commune en dessous d'une altitude d'environ 130 m, et le Coniacien, calcaire plus graveleux, au-dessus.
L'Angoumien a été exploité par des carrières de pierre de taille, souterraines ou à ciel ouvert, souvent reconverties en champignonnières ou abandonnées. Dans la commune, on en trouve chez Marty, ou dans les vallées de l'Anguienne et des Eaux-Claires, mais moins qu’en aval.
Ce plateau est toutefois recouvert par endroits de dépôts du Tertiaire, sous forme de sable argileux, galets quartzeux, silex. Ces zones pauvres, situées en hauteur et souvent boisées (pin maritime et châtaignier), sont appelées localement landes ou brandes. Sur la commune, cela concerne une petite zone au centre et une grande au sud-est, couvertes par la forêt de Dirac (à plus de 150 m d'altitude),,.
Le relief de la commune est celui d'un plateau légèrement incliné vers l'ouest, d'une altitude moyenne de 150 m, bordé par les vallées de l'Anguienne au nord et des Eaux-Claires au sud. Le point culminant est à une altitude de 183 m, situé dans la forêt de Dirac près de la commune de Dignac. Le point le plus bas est à 65 m, situé sur l'Anguienne en limite avec Angoulême au Lyon. Le bourg est à environ 147 m d'altitude.

### Hydrographie

#### Réseau hydrographique

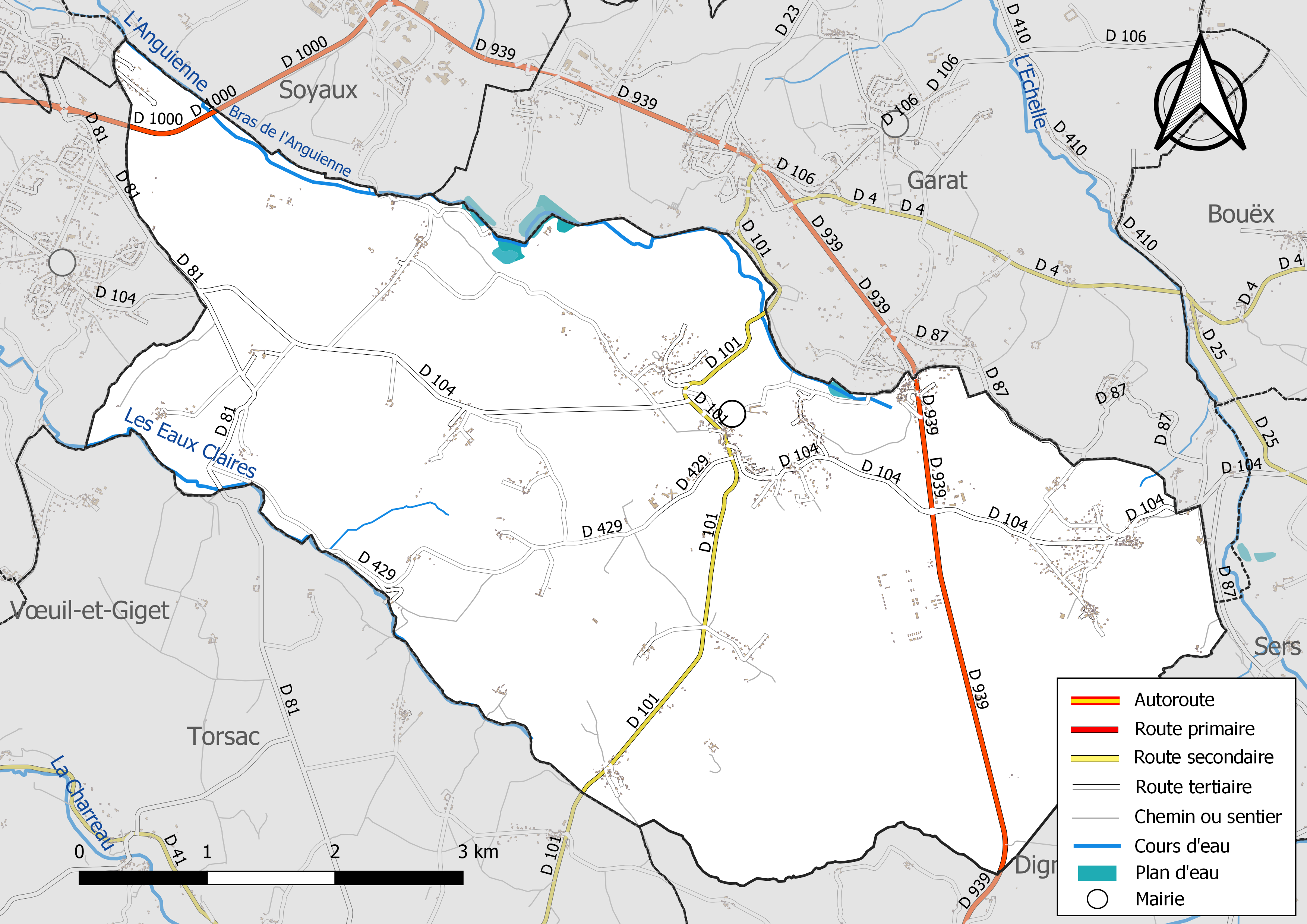
Réseaux hydrographique et routier de Dirac.

La commune est située dans le bassin versant de la Charente au sein  du Bassin Adour-Garonne. Elle est drainée par l'Anguienne, les Eaux Claires, et par deux petits cours d'eau, qui constituent un réseau hydrographique de 9 km de longueur totale,.
Dirac est au bord de la vallée de l'Anguienne et aux sources de ce même ruisseau qui se jette dans la Charente à Angoulême et découpe son plateau
Les Eaux-Claires, autre petit affluent de la Charente qui traverse la commune de Puymoyen et se jette dans la Charente à Saint-Michel-d'Entraigues, prend sa source en limite sud de la commune. D'une longueur totale de 13,7 km, il prend sa source dans la commune de Torsac et se jette  dans la Charente à Fléac, après avoir traversé 7 communes.

#### Gestion des eaux
Le territoire communal est couvert par le schéma d'aménagement et de gestion des eaux (SAGE) « Charente ». Ce document de planification, dont le territoire correspond au bassin de la Charente, d'une superficie de 9 300 km2, a été approuvé le 19 novembre 2019. La structure porteuse de l'élaboration et de la mise en œuvre est l'établissement public territorial de bassin Charente. Il définit sur son territoire les objectifs généraux d’utilisation, de mise en valeur et de protection quantitative et qualitative des ressources en eau superficielle et souterraine, en respect des objectifs de qualité définis dans le troisième SDAGE  du Bassin Adour-Garonne qui couvre la période 2022-2027, approuvé le 10 mars 2022.

### Climat
Le climat est océanique aquitain et semblable à celui de la ville de Cognac où est située la station météorologique départementale.
| Mois                              | jan. | fév.  | mars  | avril | mai   | juin  | jui.  | août  | sep.  | oct. | nov. | déc. | année   |
| --------------------------------- | ---- | ----- | ----- | ----- | ----- | ----- | ----- | ----- | ----- | ---- | ---- | ---- | ------- |
| Température minimale moyenne (°C) | 2    | 2,8   | 3,8   | 6,2   | 9,4   | 12,4  | 14,4  | 14    | 12,1  | 8,9  | 4,7  | 2,6  | 7,8     |
| Température moyenne (°C)          | 5,4  | 6,7   | 8,5   | 11,1  | 14,4  | 17,8  | 20,2  | 19,7  | 17,6  | 13,7 | 8,6  | 5,9  | 12,5    |
| Température maximale moyenne (°C) | 8,7  | 10,5  | 13,1  | 15,9  | 19,5  | 23,1  | 26,1  | 25,4  | 23,1  | 18,5 | 12,4 | 9,2  | 17,7    |
| Ensoleillement (h)                | 80   | 103,9 | 153,3 | 184,5 | 204,9 | 239,6 | 276,4 | 248,3 | 199,4 | 159  | 96,8 | 78,8 | 2 024,9 |
| Précipitations (mm)               | 80,4 | 67,3  | 65,9  | 68,3  | 71,6  | 46,6  | 45,1  | 50,2  | 59,2  | 68,6 | 79,8 | 80   | 783,6   |

### Milieux naturels et biodiversité
Le bourg de Dirac forme une vaste clairière dans la forêt de Dirac qui occupe le plateau entre les vallées de l'Anguienne et des Eaux-Claires ainsi que tout le sud de la commune.

## Urbanisme

### Typologie
Au 1er janvier 2024, Dirac est catégorisée commune rurale à habitat dispersé, selon la nouvelle grille communale de densité à 7 niveaux définie par l'Insee en 2022.
Elle est située hors unité urbaine. Par ailleurs la commune fait partie de l'aire d'attraction d'Angoulême, dont elle est une commune de la couronne,. Cette aire, qui regroupe 94 communes, est catégorisée dans les aires de 50 000 à moins de 200 000 habitants,.

### Occupation des sols

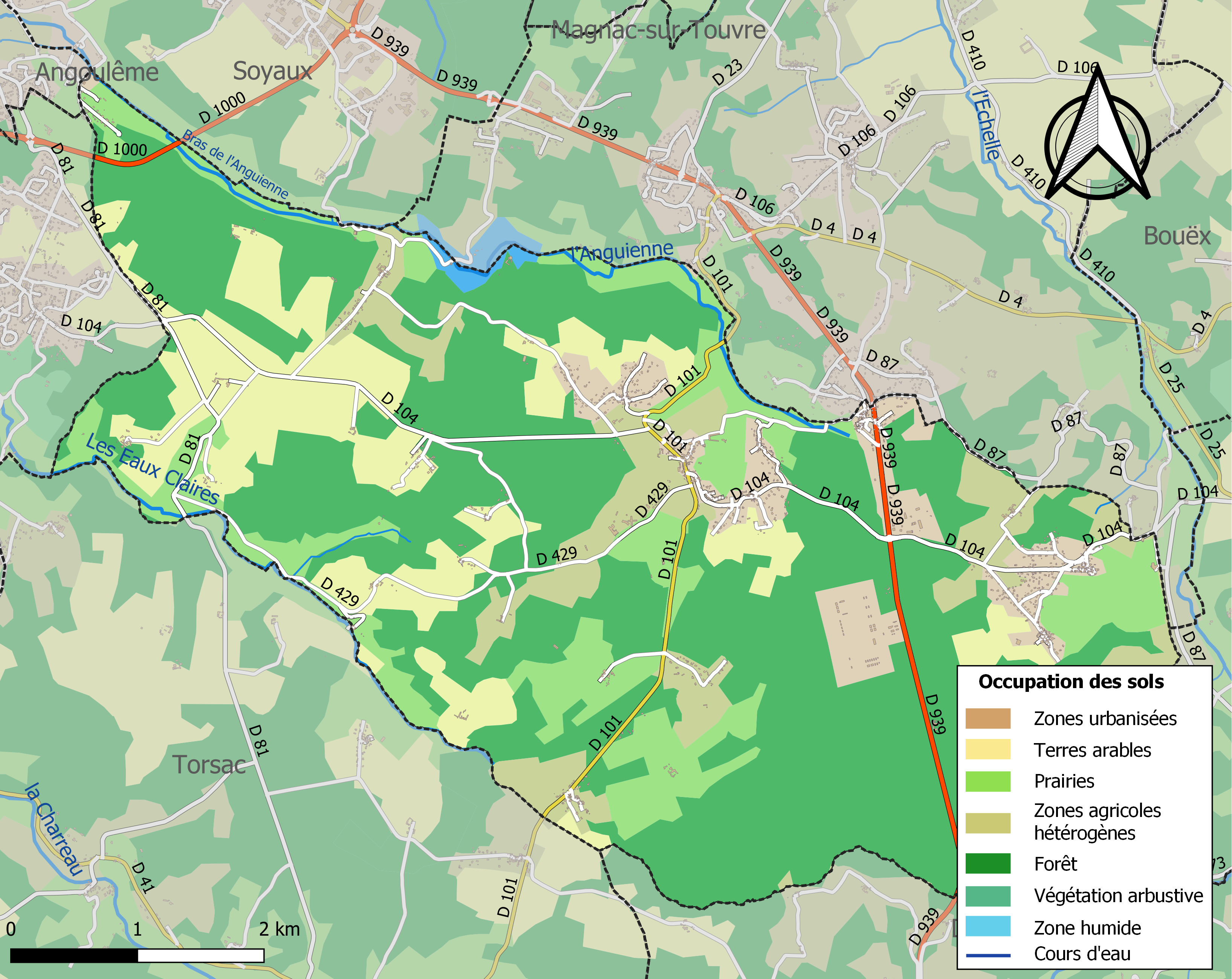
Carte des infrastructures et de l'occupation des sols de la commune en 2018 (CLC).

L'occupation des sols de la commune, telle qu'elle ressort de la base de données européenne d’occupation biophysique des sols Corine Land Cover (CLC), est marquée par l'importance des forêts et milieux semi-naturels (54,5 % en 2018), en diminution par rapport à 1990 (56,5 %). La répartition détaillée en 2018 est la suivante : 
forêts (54,5 %), terres arables (14,9 %), prairies (14,2 %), zones agricoles hétérogènes (9,5 %), zones urbanisées (5,1 %), zones industrielles ou commerciales et réseaux de communication (1,3 %), eaux continentales (0,4 %). L'évolution de l’occupation des sols de la commune et de ses infrastructures peut être observée sur les différentes représentations cartographiques du territoire : la carte de Cassini (XVIIIe siècle), la carte d'état-major (1820-1866) et les cartes ou photos aériennes de l'IGN pour la période actuelle (1950 à aujourd'hui).

### Hameaux et lieux-dits
Depuis les années 1980, la commune a une forte occupation résidentielle de par la proximité d'Angoulême, et les lotissements sont souvent disséminés dans les chênes en lisière de la forêt de Dirac (hameaux des Ribondaines, du Got, de Puyrajoux, de Sauvignac, du Boisseau...).
En 2013, la commune compte 12 hameaux, alors tous dépourvus de noms de rue et de numéros de maisons.

### Habitat et logement
En 2020, le nombre total de logements dans la commune était de 676, alors qu'il était de 631 en 2015 et de 616 en 2010.
Parmi ces logements, 91,4 % étaient des résidences principales, 1,9 % des résidences secondaires et 6,7 % des logements vacants. Ces logements étaient pour 98,4 % d'entre eux des maisons individuelles et pour 1,2 % des appartements.
Le tableau ci-dessous présente la typologie des logements à Dirac en 2020 en comparaison avec celle de la Charente et de la France entière. Une caractéristique marquante du parc de logements est ainsi la faible proportion des résidences secondaires et logements occasionnels (1,9 %) par rapport au département (6,3 %) et à la France entière (9,7 %).
| Typologie                                               | Dirac | Charente | France entière |
| ------------------------------------------------------- | ----- | -------- | -------------- |
| Résidences principales (en %)                           | 91,4  | 83,1     | 82,1           |
| Résidences secondaires et logements occasionnels (en %) | 1,9   | 6,3      | 9,7            |
| Logements vacants (en %)                                | 6,7   | 10,6     | 8,2            |

### Voies de communication et transports
La commune est traversée par les routes RD 104 (route de Sers à Puymoyen) et RD 101 (route de Garat à Torsac) qui passent dans le bourg
L'ancienne route nationale 139 (actuelle RD 939), route d'Angoulême à Périgueux, passe à l'est de la commune et contourne la vallée de l'Anguienne.
L'ouest de la commune est traversé par la RD 81, route d'Angoulême à Villebois-Lavalette, ainsi que par la rocade est d'Angoulême (RD 1000), qui franchit la vallée  par le viaduc de l'Anguienne.

### Risques naturels et technologiques
Le territoire de la commune de Dirac est vulnérable à différents aléas naturels : météorologiques (tempête, orage, neige, grand froid, canicule ou sécheresse) et séisme (sismicité faible). Il est également exposé à un risque technologique,  le transport de matières dangereuses. Un site publié par le BRGM permet d'évaluer simplement et rapidement les risques d'un bien localisé soit par son adresse soit par le numéro de sa parcelle.

#### Risques naturels

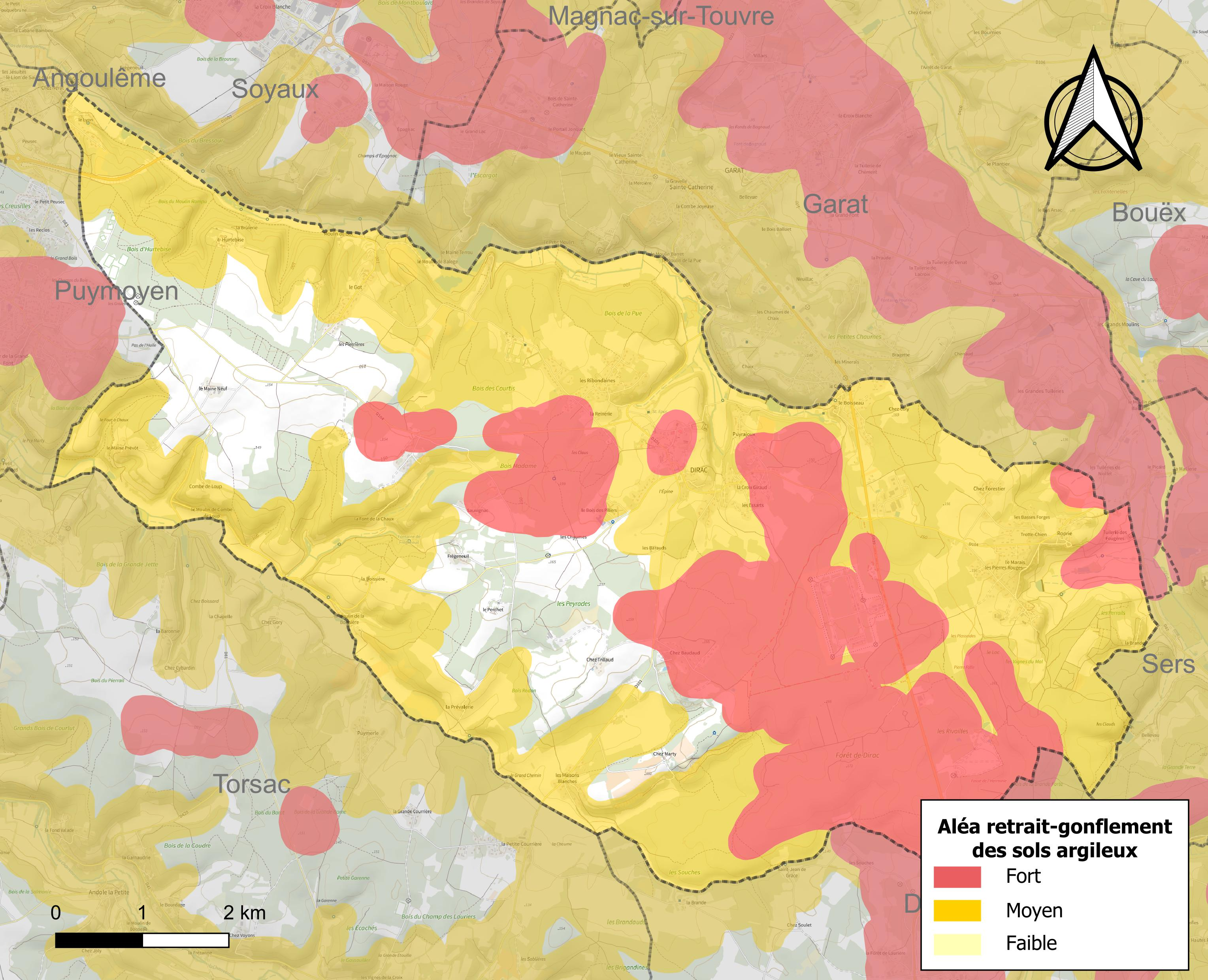
Carte des zones d'aléa retrait-gonflement des sols argileux de Dirac.

Le retrait-gonflement des sols argileux est susceptible d'engendrer des dommages importants aux bâtiments en cas d’alternance de périodes de sécheresse et de pluie. 80,9 % de la superficie communale est en aléa moyen ou fort (67,4 % au niveau départemental et 48,5 % au niveau national). Sur les 666 bâtiments dénombrés sur la commune en 2019,  630 sont en aléa moyen ou fort, soit 95 %, à comparer aux 81 % au niveau départemental et 54 % au niveau national. Une cartographie de l'exposition du territoire national au retrait gonflement des sols argileux est disponible sur le site du BRGM,.
Par ailleurs, afin de mieux appréhender le risque d’affaissement de terrain, l'inventaire national des cavités souterraines permet de localiser celles situées sur la commune.
La commune a été reconnue en état de catastrophe naturelle au titre des dommages causés par les inondations et coulées de boue survenues en 1982, 1983, 1988, 1999 et 2000. Concernant les mouvements de terrains, la commune a été reconnue en état de catastrophe naturelle au titre des dommages causés par la sécheresse en 1989, 1991, 1992, 2003 et 2011 et par des mouvements de terrain en 1999.

#### Risques technologiques
Le risque de transport de matières dangereuses sur la commune est lié à sa traversée par une ou des infrastructures routières ou ferroviaires importantes ou la présence d'une canalisation de transport d'hydrocarbures. Un accident se produisant sur de telles infrastructures est susceptible d’avoir des effets graves sur les biens, les personnes ou l'environnement, selon la nature du matériau transporté. Des dispositions d’urbanisme peuvent être préconisées en conséquence.

## Toponymie
Les formes anciennes sont Adiraco en 1110, Adiriaco en 1120, Diraco en 1233, Dyracum au XIIIe siècle.
L'origine du nom de Dirac remonterait à un personnage gallo-romain Atirius (dériv de Atilius), ou germanique Adarus, auquel est apposé le suffixe -acum, ce qui correspondrait au « domaine d'Atirius ».

## Histoire

### Préhistoire

#### Atelier de taille de plein air
Au Chêne Vert, un atelier moustérien de plein air de taille de silex a été révélé par un sondage en 2008 et des fouilles préventives en 2010 au centre d'instruction militaire du 1er Régiment d'Infanterie de Marine d'Angoulême (RIMA), à 1,2 km au sud-est de Dirac. Une datation, à prendre avec précaution, donne environ 56 000 ans, soit le début du dernier cycle glaciaire ; mais il y a probablement eu une occupation antérieure dans les environs.

#### Dolmen la Pierre levade
Un acte de 1572 des terres de l'évêque mentionne un dolmen, la Pierre levade, aujourd'hui disparu.

### Époque gallo-romaine
Des vestiges d'objets gallo-romains ainsi que des thermes rudimentaires datant du Haut Empire (IIe ou IIIe siècle) ont été trouvés sur la commune.
Une voie romaine secondaire allant d'Angoulême à Périgueux traversait l'ouest et le sud de la commune par le Lyon, Hurtebise, les Maisons Blanches.

### Moyen-Âge
Au lieu-dit nommé Terre sarrasine, on a retrouvé vers le XIXe siècle de nombreux cercueils en pierre ; ce terrain était dans la tradition populaire un champ de sépultures des Sarrasins établis dans le pays, descendants des bandes d'Arabes repoussés en 732 par Charles Martel.
Vers le XIIe siècle, la vallée de l'Anguienne presque tout entière appartenait aux moines de l'abbaye de Saint-Cybard d'Angoulême. La paroisse de Dirac a par la suite relevé de l'évêque d'Angoulême.
Au Moyen Âge, principalement aux XIIe et XIIIe siècles, Dirac se trouvait sur une variante nord-sud de la via Turonensis, itinéraire du pèlerinage de Saint-Jacques-de-Compostelle qui passait en Charente par Nanteuil-en-Vallée, Saint-Amant-de-Boixe, Angoulême, Villebois-Lavalette, Gurat et Aubeterre.
Le château féodal de Dirac, dont il reste des oubliettes creusées dans le roc et deux tours, appartenait à l'une des plus vieilles et illustres familles de l'Angoumois, les Tison d'Argence. Au XIIIe siècle, les Tison reconnaissaient à l'évêque le droit d'y séjourner lorsqu'il le requérait, « ami ou ennemi, en paix ou en guerre ».
L'évêque était aussi suzerain d'autres fiefs dans la paroisse, comme Puydonant. Lorsque l'évêque donnait sa première messe à la cathédrale Saint-Pierre d'Angoulême, lors du festin qui s'ensuivait, le seigneur de Puydonant devait fournir trois cuves, deux pour le vin qu'il prenait dans les caves de l'évêché, une pour l'eau, et devait surveiller que les invités ne manquent ni de vin ni d'eau pendant la durée du repas. À la fin, le restant lui appartenait. De plus, les Tison d'Argence devaient offrir le repas, découper le premier plat et le présenter à l'évêque lors de cette installation,.
L'évêque partageait aussi avec les seigneurs d'Argence le revenu sur les foires et la halle de Dirac.

### Époque moderne
L'état des paroisses de 1686 précise que l'évêque d'Angoulême est le seigneur de cette paroisse de 139 feux dont la terre ne produit que peu de grain.
Au début du XXe siècle, l'industrie dans la commune était encore représentée par quelques tuileries et moulins à eau (moulin Barré, Combe-Loup).

## Politique et administration

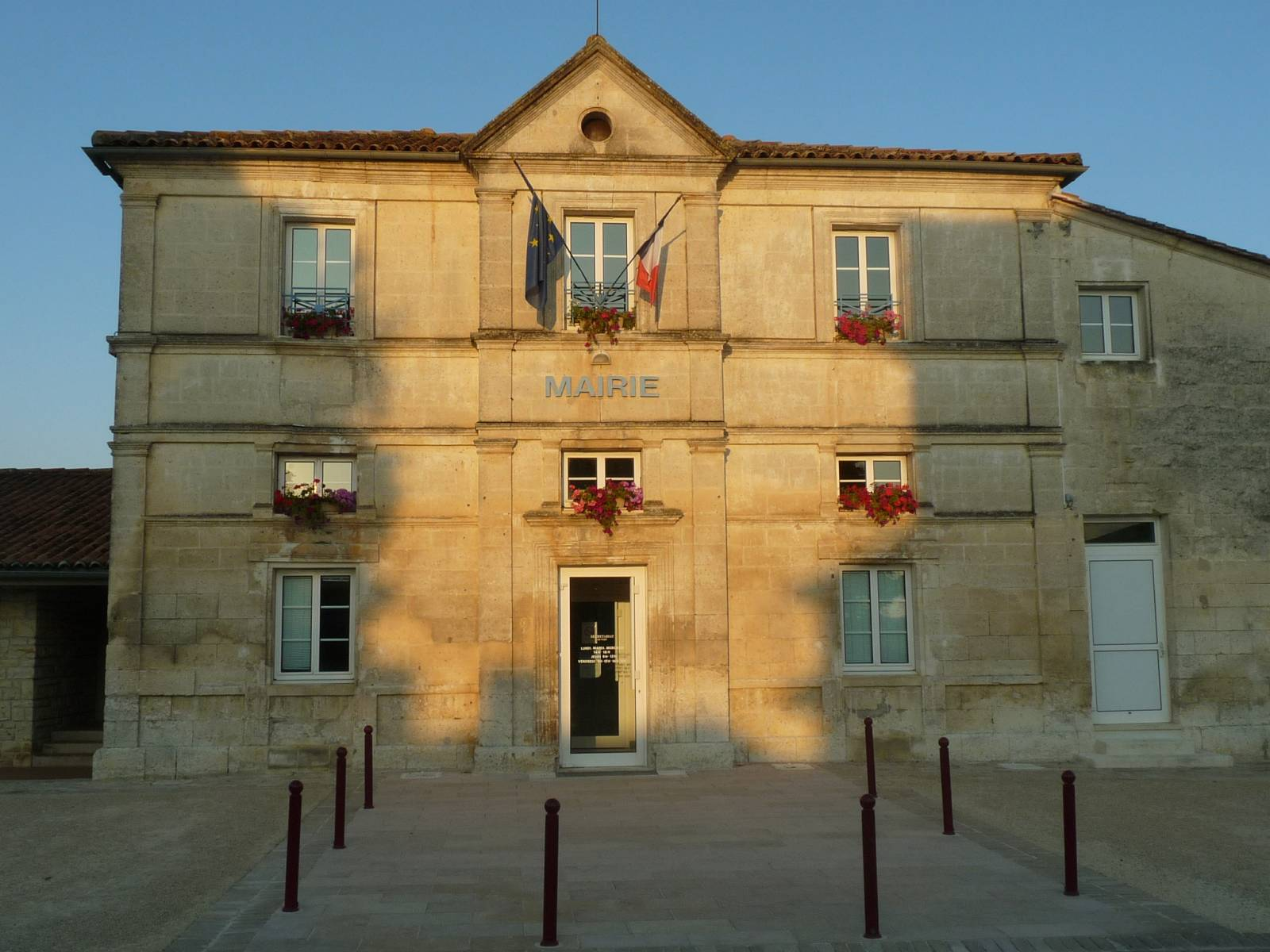
La mairie.

### Rattachements administratifs et électoraux

#### Rattachements administratifs
La commune se trouve dans l'arrondissement d'Angoulême du département de la Charente.
Elle faisait partie de 1801 à 1973 du canton d'Angoulême-1, année où elle est rattachée au canton de Soyaux. Dans le cadre du redécoupage cantonal de 2014 en France, cette circonscription administrative territoriale a disparu, et le canton n'est plus qu'une circonscription électorale.

#### Rattachements électoraux
Pour les élections départementales, la commune fait partie depuis 2014 du canton de Boëme-Échelle. 
Pour l'élection des députés, elle fait partie de la première circonscription de la Charente.

### Intercommunalité
Dirac  était membre de la communauté d'agglomération du Grand Angoulême, un établissement public de coopération intercommunale (EPCI) à fiscalité propre créé en 2000 et auquel la commune avait transféré un certain nombre de ses compétences, dans les conditions déterminées par le code général des collectivités territoriales.
Dans le cadre des dispositions de la loi portant nouvelle organisation territoriale de la République du 7 août 2015, qui prévoit que les établissements publics de coopération intercommunale (EPCI) à fiscalité propre doivent avoir un minimum de 15 000 habitants, cette intercommunalité a fusionné avec ses voisines pour former, le 1er janvier 2017, la communauté d'agglomération dénommée GrandAngoulême, dont est désormais membre la commune.

### Liste des maires
| Période                                  | Période                        | Identité           | Étiquette | Qualité                |
| ---------------------------------------- | ------------------------------ | ------------------ | --------- | ---------------------- |
| Les données manquantes sont à compléter. |                                |                    |           |                        |
|                                          |                                |                    |           |                        |
| juin 1995                                | mars 2008                      | Roland Tranchet    |           |                        |
| mars 2008                                | mai 2020                       | Alain Thomas       | DVG       | Ingénieur DCN retraité |
| mai 2020                                 | avril 2023,                    | Anne-Marie Terrade | SE-LREM   | Démissionnaire         |
| juin 2023,                               | En cours (au 30 novembre 2023) | Bénédicte Montégu  |           | Sans profession        |

## Équipements et services publics

### Enseignement
En 2012, Dirac possède une école élémentaire comprenant quatre classes. Le secteur du collège est Soyaux.

### Équipements sportifs
- Stade des Ribondaines

### Troisième âge
- Résidence de retraite EHPAD Clairbois, avec unité Alzheimer.

## Population et société

### Démographie
Les habitants sont les Diracois et les Diracoises.

#### Évolution démographique
L'évolution du nombre d'habitants est connue à travers les recensements de la population effectués dans la commune depuis 1793. Pour les communes de moins de 10 000 habitants, une enquête de recensement portant sur toute la population est réalisée tous les cinq ans, les populations de référence des années intermédiaires étant quant à elles estimées par interpolation ou extrapolation. Pour la commune, le premier recensement exhaustif entrant dans le cadre du nouveau dispositif a été réalisé en 2004.

En 2022, la commune comptait 1 509 habitants, en évolution de −0,72 % par rapport à 2016 (Charente : −0,48 %, France hors Mayotte : +2,11 %).
| 1793 | 1800 | 1806  | 1821  | 1831 | 1841 | 1846 | 1851 | 1856 |
| ---- | ---- | ----- | ----- | ---- | ---- | ---- | ---- | ---- |
| 895  | 922  | 1 006 | 1 080 | 951  | 984  | 951  | 970  | 889  |

| 1861 | 1866 | 1872 | 1876 | 1881 | 1886 | 1891 | 1896 | 1901 |
| ---- | ---- | ---- | ---- | ---- | ---- | ---- | ---- | ---- |
| 825  | 855  | 768  | 748  | 744  | 677  | 722  | 609  | 606  |

| 1906 | 1911 | 1921 | 1926 | 1931 | 1936 | 1946 | 1954 | 1962 |
| ---- | ---- | ---- | ---- | ---- | ---- | ---- | ---- | ---- |
| 616  | 595  | 570  | 545  | 545  | 557  | 556  | 611  | 620  |

| 1968 | 1975 | 1982  | 1990  | 1999  | 2004  | 2006  | 2009  | 2014  |
| ---- | ---- | ----- | ----- | ----- | ----- | ----- | ----- | ----- |
| 579  | 807  | 1 037 | 1 260 | 1 336 | 1 379 | 1 392 | 1 513 | 1 511 |

| 2019  | 2022  | - | - | - | - | - | - | - |
| ----- | ----- | - | - | - | - | - | - | - |
| 1 520 | 1 509 | - | - | - | - | - | - | - |

#### Pyramide des âges
La population de la commune est relativement âgée.
En 2018, le taux de personnes d'un âge inférieur à 30 ans s'élève à 26,7 %, soit en dessous de la moyenne départementale (30,2 %). À l'inverse, le taux de personnes d'âge supérieur à 60 ans est de 35,5 % la même année, alors qu'il est de 32,3 % au niveau départemental.
En 2018, la commune comptait 753 hommes pour 766 femmes, soit un taux de 50,43 % de femmes, légèrement inférieur au taux départemental (51,59 %).
Les pyramides des âges de la commune et du département s'établissent comme suit.
| Hommes | Classe d’âge | Femmes |
| ------ | ------------ | ------ |
| 1,6    | 90 ou +      | 3,5    |
| 8,9    | 75-89 ans    | 10,5   |
| 23,0   | 60-74 ans    | 23,5   |
| 22,2   | 45-59 ans    | 19,2   |
| 16,2   | 30-44 ans    | 18,0   |
| 13,0   | 15-29 ans    | 11,0   |
| 15,1   | 0-14 ans     | 14,3   |

| Hommes | Classe d’âge | Femmes |
| ------ | ------------ | ------ |
| 1      | 90 ou +      | 2,7    |
| 9,2    | 75-89 ans    | 12     |
| 20,6   | 60-74 ans    | 21,3   |
| 20,7   | 45-59 ans    | 20,3   |
| 16,8   | 30-44 ans    | 16     |
| 15,6   | 15-29 ans    | 13,4   |
| 16,1   | 0-14 ans     | 14,3   |

## Économie

### Agriculture
La forêt occupe une grande partie du territoire communal.
La viticulture occupe une petite partie de l'activité agricole. La commune est située dans les Fins Bois, dans la zone d'appellation d'origine contrôlée du cognac.

## Culture locale et patrimoine

### Lieux et monuments
- Église Saint-Martial  Classé MH (1913)[55] : 
L'église Saint-Martial, du XIIe siècle a été remaniée au XVe siècle.
- Château de Dirac : 
Il n'a conservé que ses deux tours médiévales des XIIIe et XVe siècles. Elles encadrent le logis carré construit au XIXe siècle à la place du logis primitif[56]. Ce fief a appartenu pendant plusieurs siècles (dès 1180) à la famille Tizon d'Argence, famille importante de l'Angoumois, qui y ont établi une forteresse[57]. 
Ses nouveaux propriétaires ont restauré l'ensemble dans les années 2010 et aménagé des chambres d'hôtes, et deux émissions de La Maison France 5 leur ont été consacrées en partie[58].

- Le logis d'Hurtebise actuel a été construit à partir de 1723 en respectant l'ancien logis et sa porte en plein cintre surmontée d'une bretèche[56].

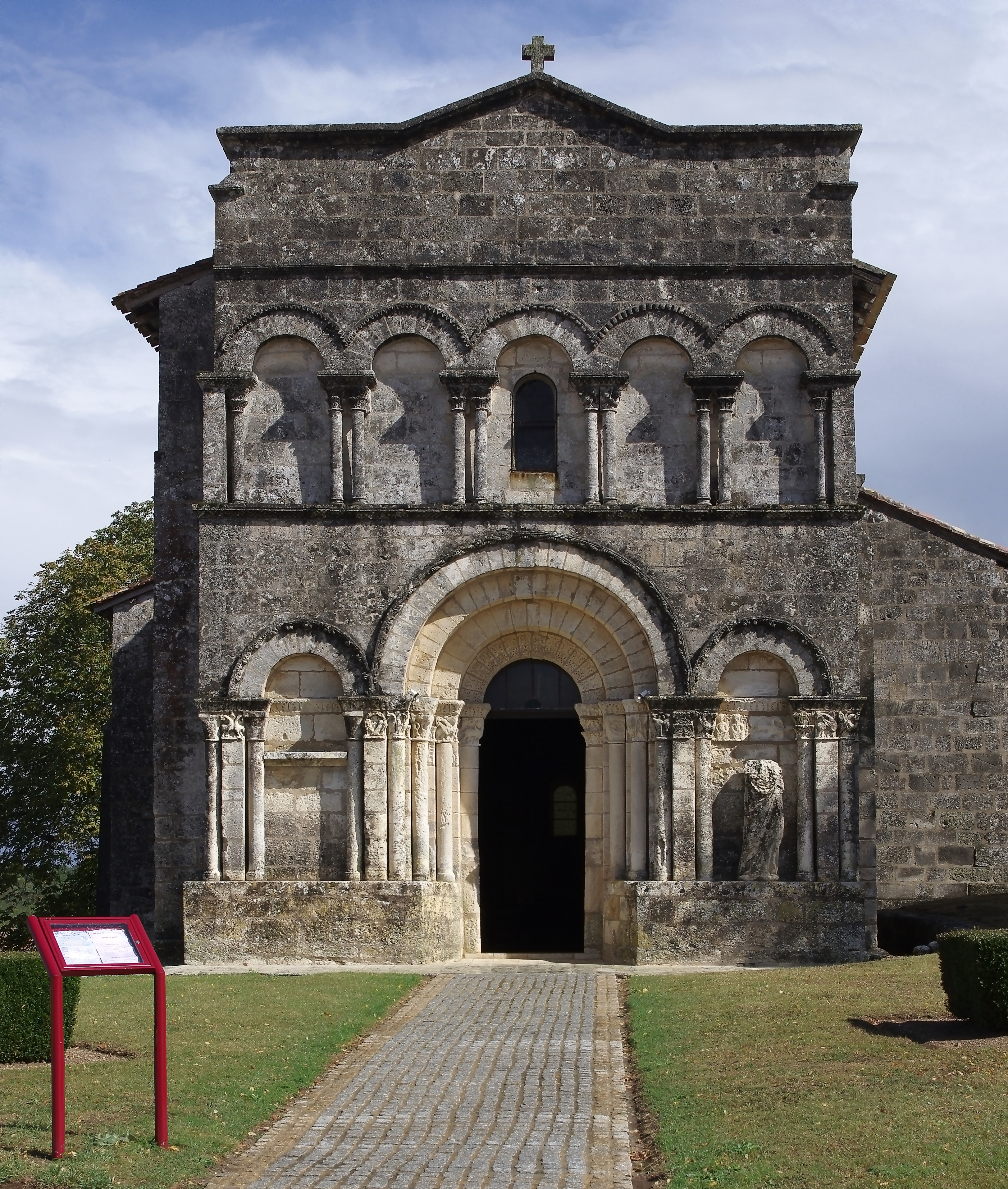
Façade de l'église Saint-Martial...
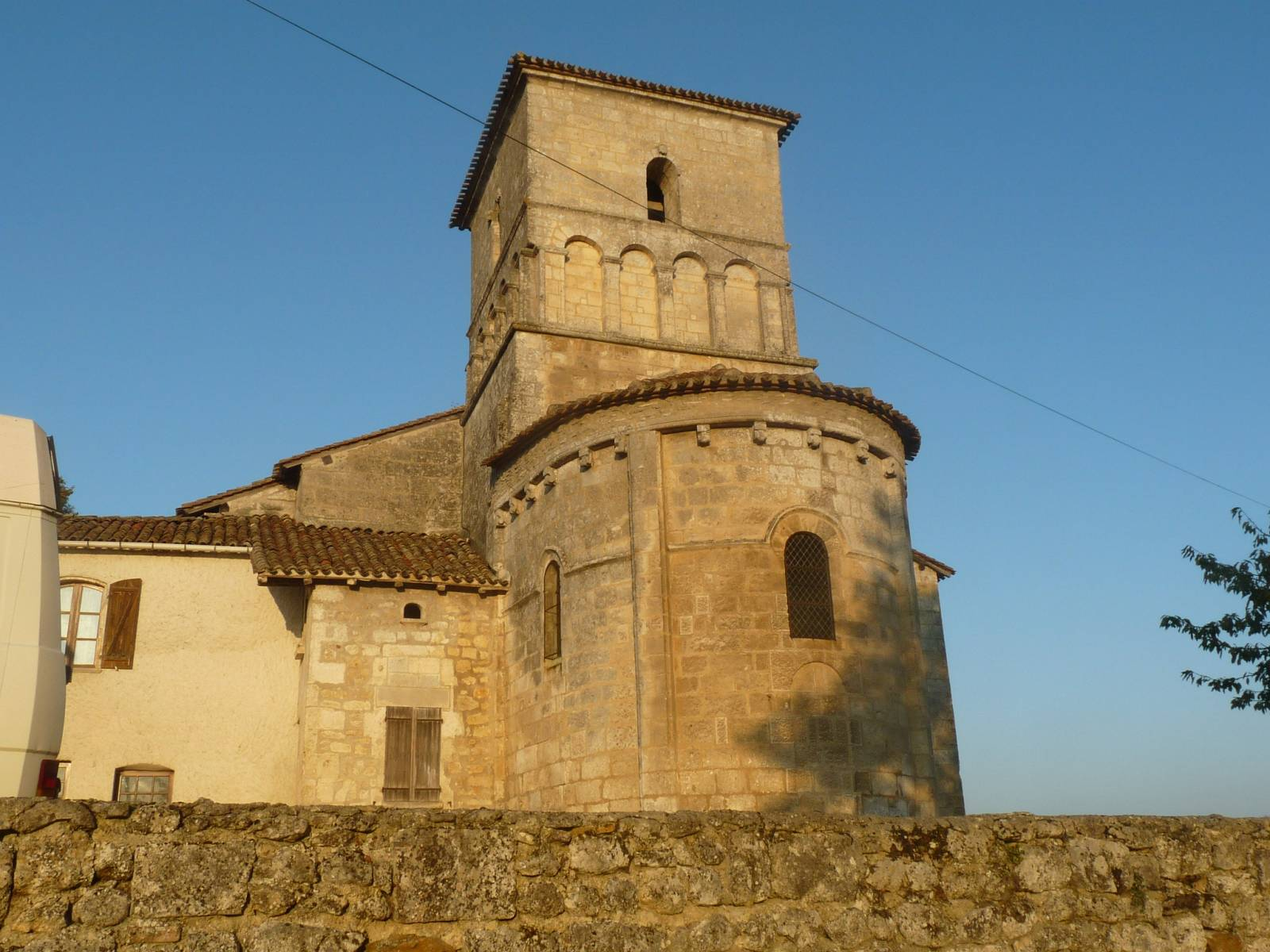
... son chevet ...
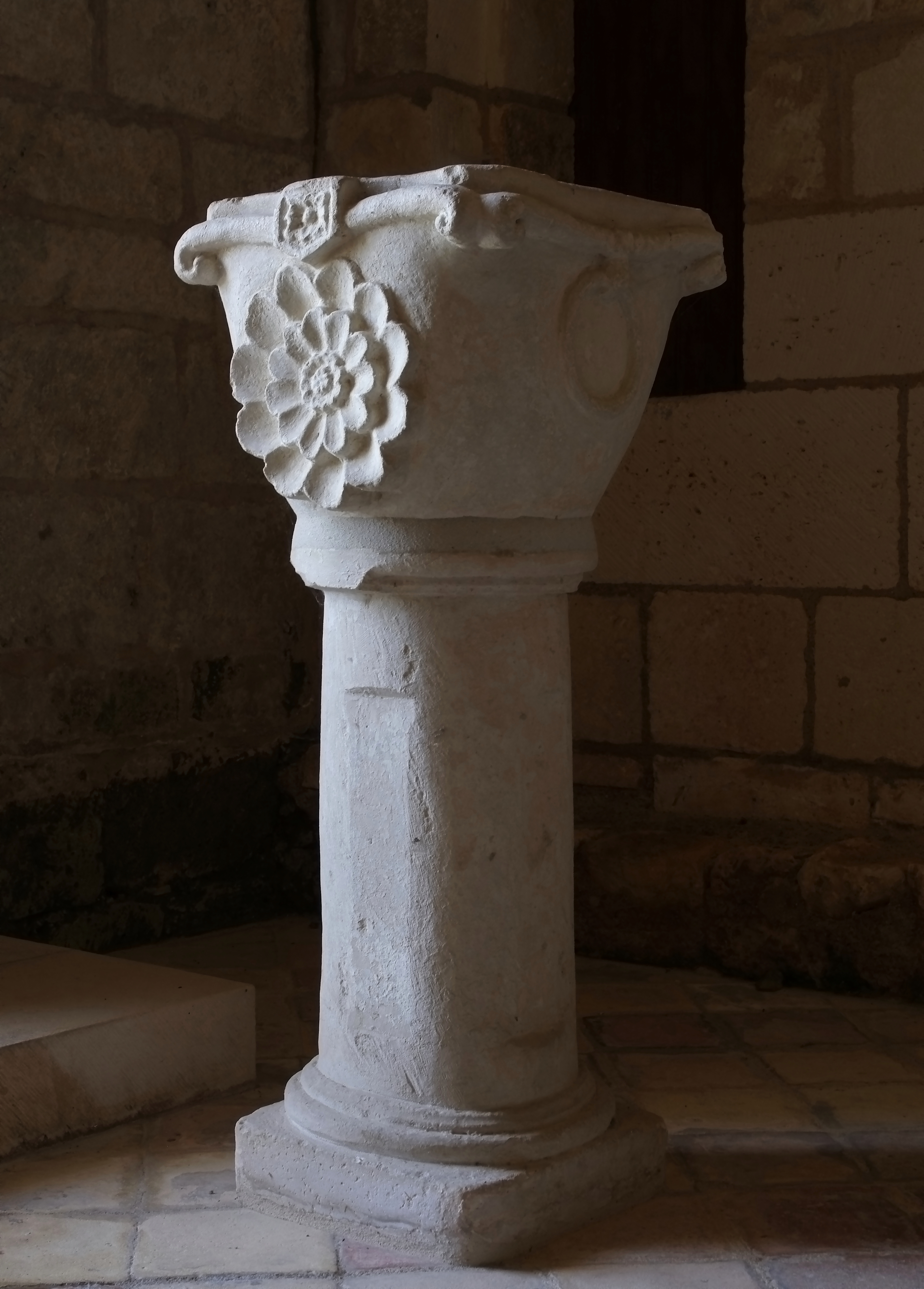
... son bénitier...
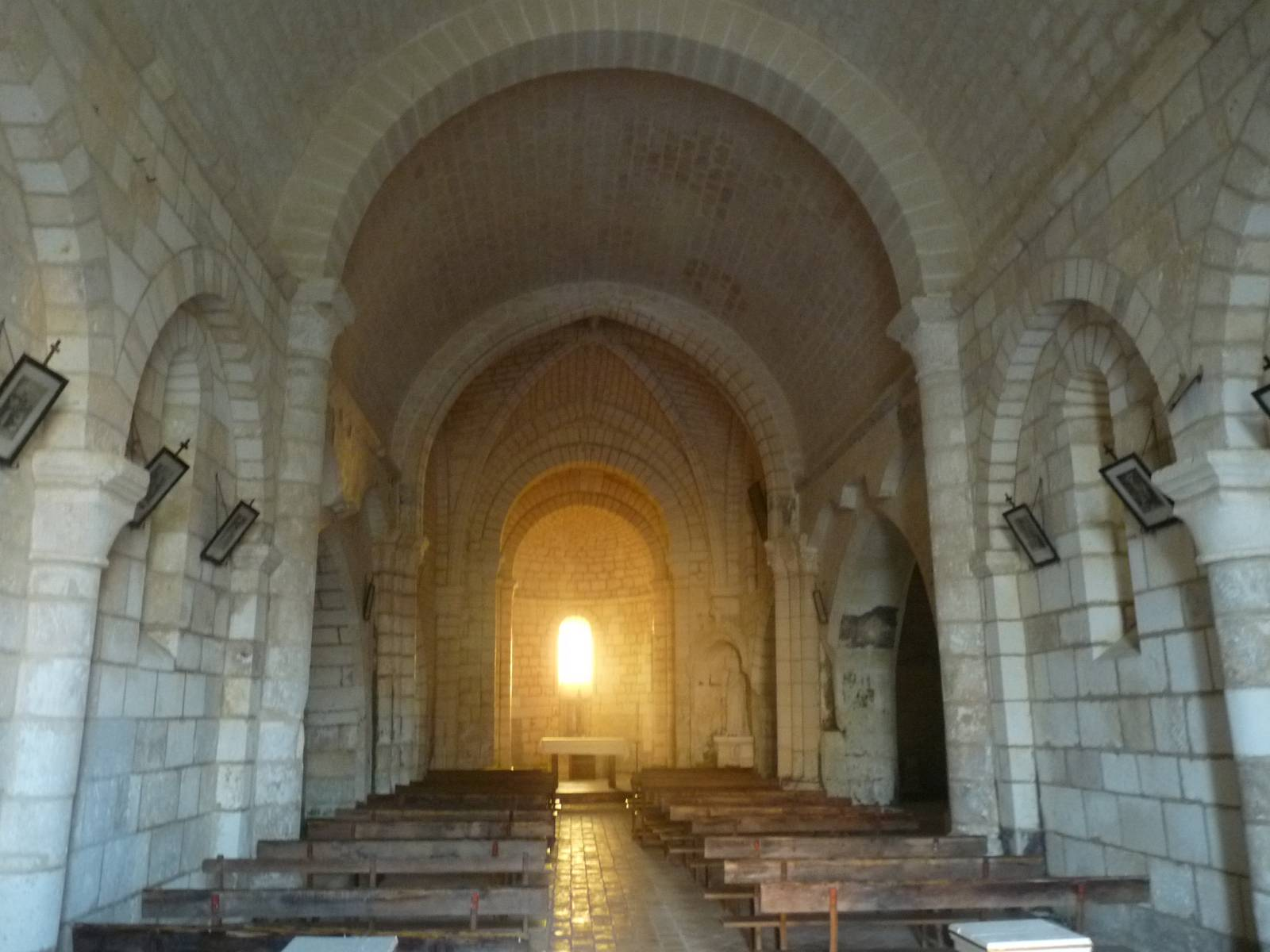
... et sa nef.
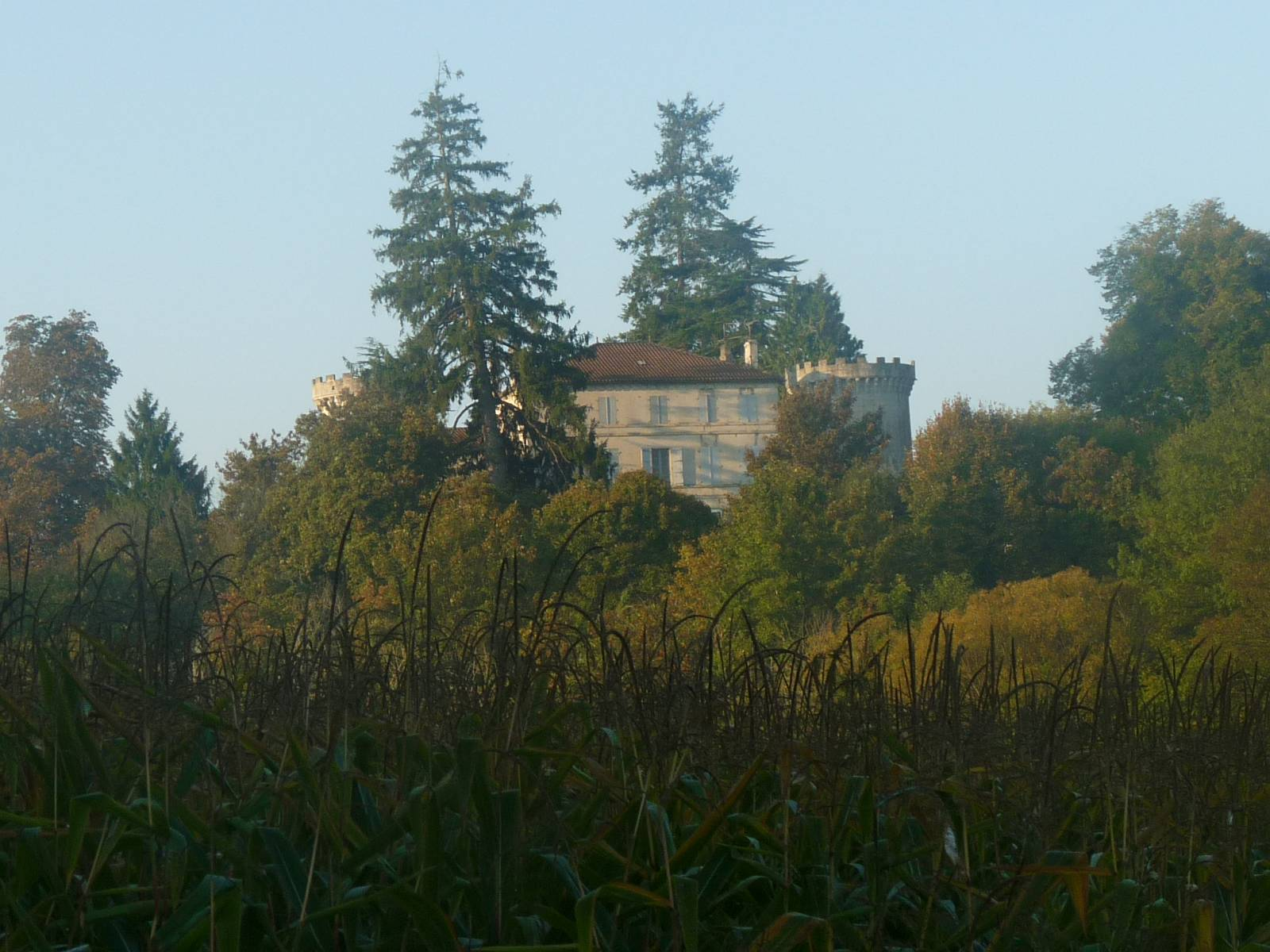
Le château de Dirac vu depuis la vallée de l'Anguienne...
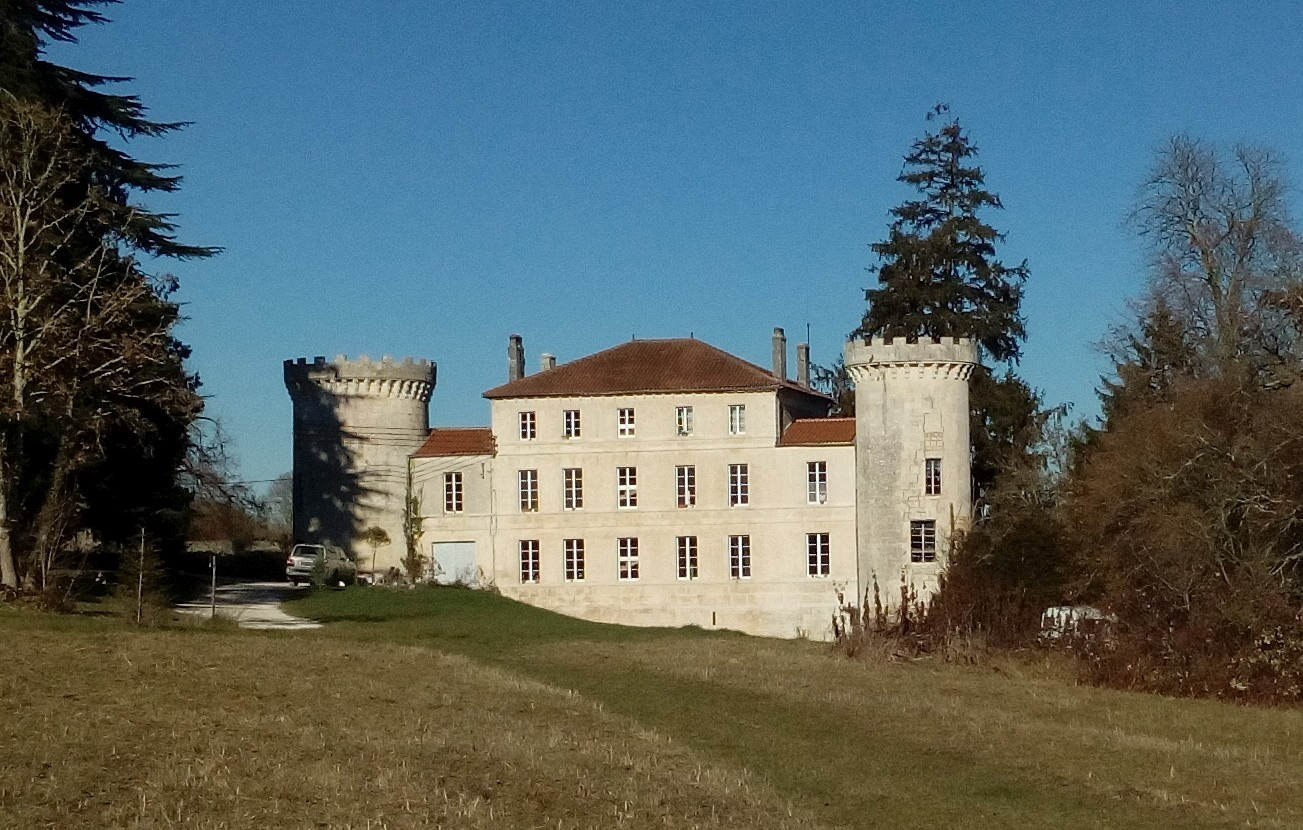
... et sa façade principale.
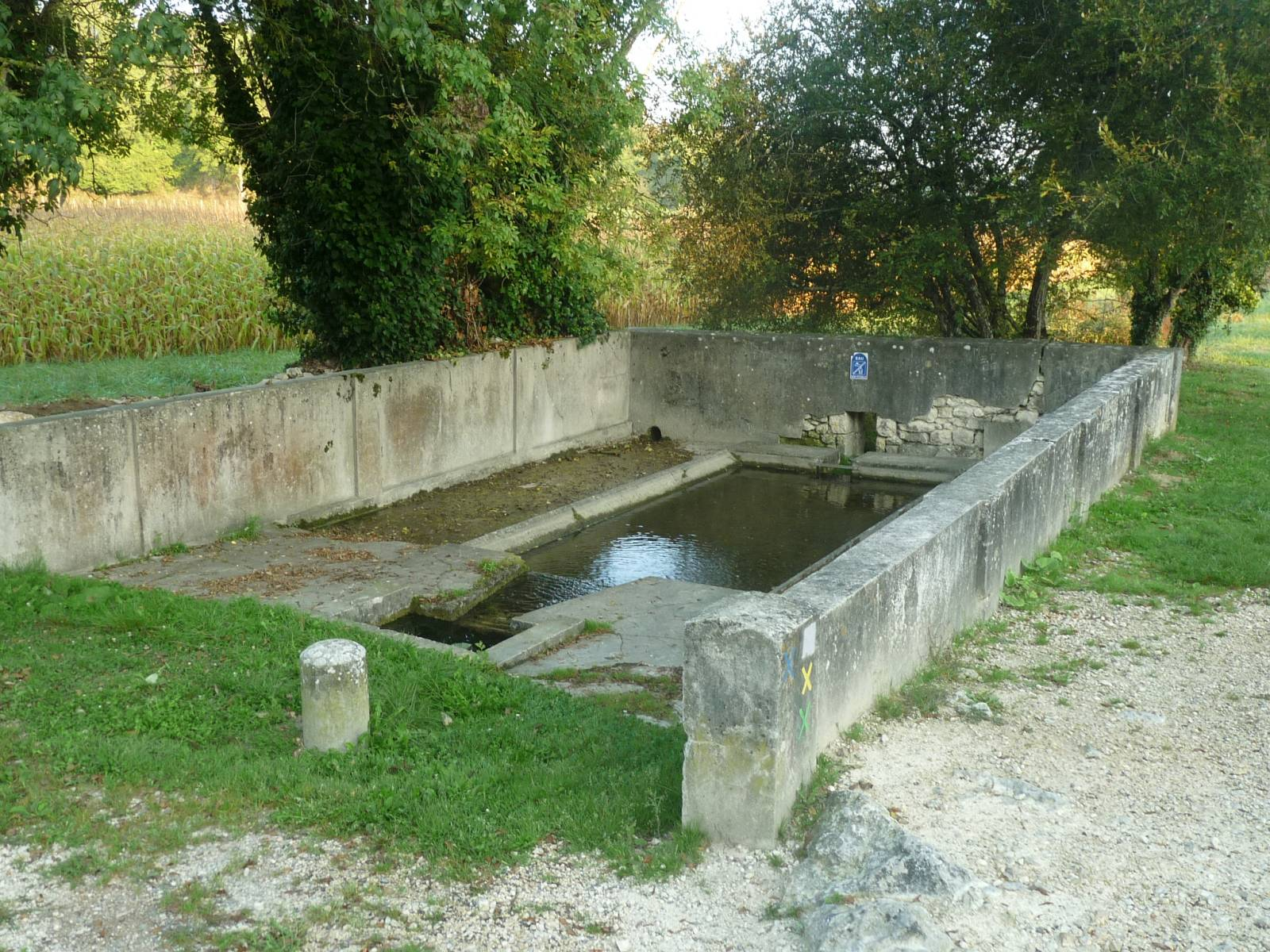
Lavoir.
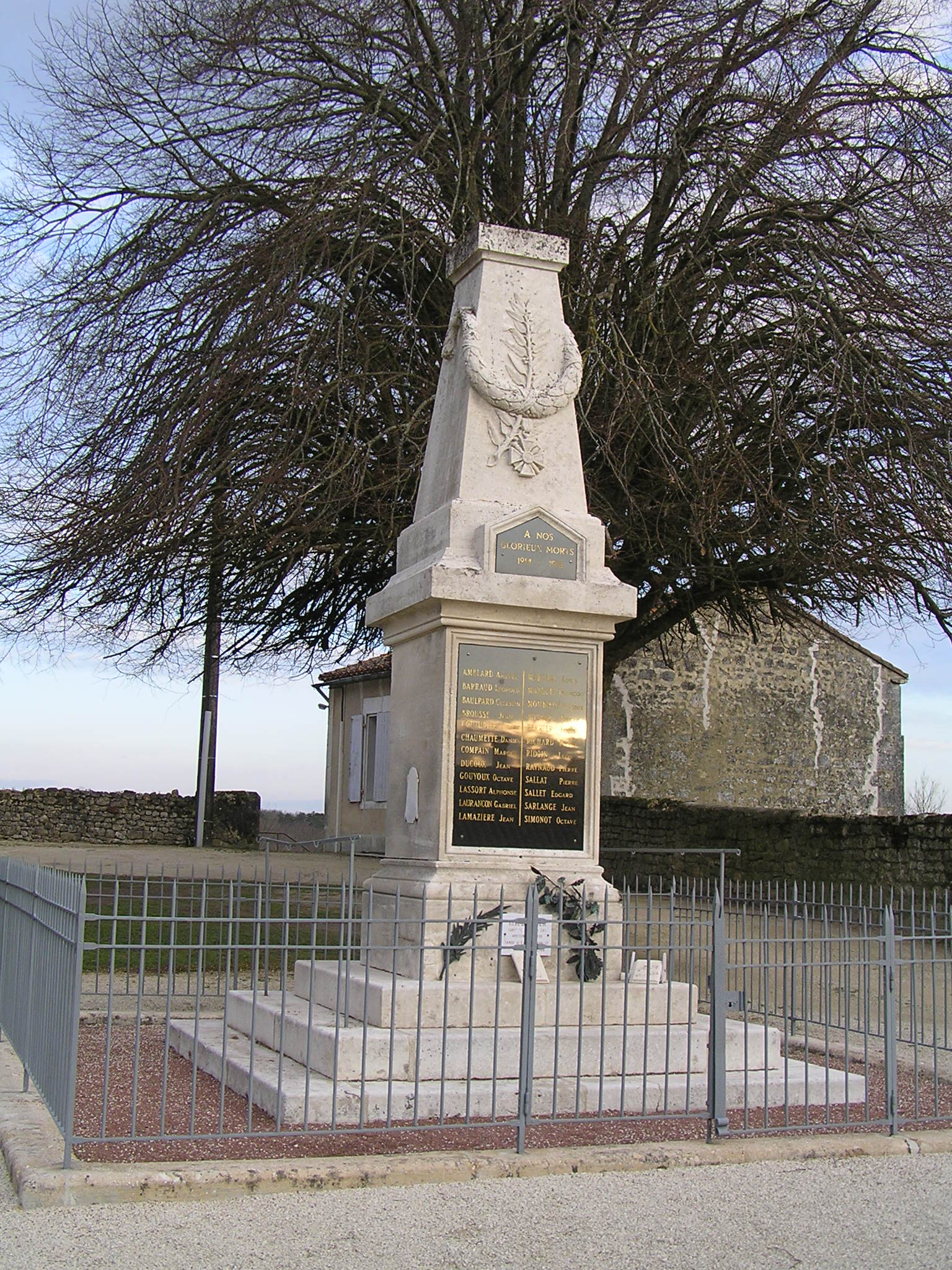
Monument aux morts.

### Langues régionales
La commune est en grande partie dans la langue d'oïl, et marque la limite avec le domaine occitan, dialecte limousin (à l'est et au sud).

## Personnalités liées à la commune
- Georges Ancel (1870-1960), homme politique sous la Troisième République, s'est retiré au château d'Hurtebise.
- Paul Dirac (1902-1984), physicien et mathématicien britannique, colauréat (avec Erwin Schrödinger) du prix Nobel de physique de 1933, dont la famille paternelle est issue de Dirac[60].
- Gabriel Andrew Dirac (1925-1984), mathématicien, beau-fils de Paul, un spécialiste de la théorie des graphes.

## Pour approfondir